# Lesve
Lesve (en wallon Léwe) est un village de l'Entre-Sambre-et-Meuse. Administrativement il fait partie de la commune de Profondeville en province de Namur (Région wallonne de Belgique). C'était une commune à part entière avant la fusion des communes de 1977. À l'époque orthographié Lesves.

## Étymologie
Origine du nom: Lesve ⇒ en wallon Léwe qui signifie l'eau. Ce qui s'explique par de nombreux cours d'eau dans le fond du village ainsi qu'une grotte (l'abîme de Lesve) et des chantoirs (le bruit de l'eau d'un ruisseau s'engouffrant dans le terrain calcaire évoque un chant, d'où le mot chantoir – parfois écrit chantoire).

## Démographie
- Sources:INS, Rem:1831 jusqu'en 1970=recensements, 1976= nombre d'habitants au 31 décembre

## Histoire

### Météorite de Lesve
Une météorite (chondrite à hypersthène et bronzite de type L6) y est tombée le 13 avril 1896. Avec celle de Tourinnes-la-Grosse (1863) et celle de Saint-Denis-Westrem (1855), c'est une des trois seules 'météorites certaines' de Belgique,.

## Patrimoine et culture

### Patrimoine architectural et naturel
- Le Château de Lesve (XVIIIe siècle) fut une propriété de la famille d'Andoy. Ancien siège d'une seigneurie hautaine concédée par engagement par Jean de Souhait en 1626 et vendue en 1700 à Denis-François de Retz de Brisuela de Chanclos[3]. Edmond d'Hoffschmidt[4] (1777-1861), ermite philosophe et bourgmestre de Resteigne y passa son enfance.
- Eglise Saint-Wilmart. Construite par les moines de l'abbaye d'Aulne entre 1760 et 1763 en style classique[5].
- Chœur de l'ancienne église datant du XVIIe siècle, situé dans le cimetière[6].
- Ferme de la Bouverie, rue de la Bouverie. Quadrilatère datant des XVIIe et XIXe siècles. Ancien siège de la seigneurie hautaine concédée à Jean de Souhait en 1626[6].
- Chapelle Saint-Roch, route de Saint-Gérard. Construction hexagonale datant de 1777[7].

#### Abîme de Lesve
L'abîme de Lesve, ou trou des Nuttons, a été exploré par Édouard-Alfred Martel au début du XXe siècle et figure dans son ouvrage Cavernes et Rivières souterraines de la Belgique, paru en 1910.  C'est une grotte sportive qui atteint actuellement une profondeur de 68 mètres et un développement de 750 mètres.
Après un parcours souterrain dans le karst calcaire, les eaux de l'abîme de Lesve et des nombreux chantoirs de la vallée de Lesve réapparaissent à la résurgence de la Vilaine Source à Arbre (commune de Profondeville) avant de se jeter dans le ruisseau du Burnot quelques centaines de mètres plus loin. La disparition rapide des eaux de surface dans les fissures du calcaire font de la vallée de Lesve ce que l'on appelle un vallon sec en géomorphologie karstique.

## Personnalités
- Maguy Hoebeke (1918-2009), artiste peintre, est morte à Lesve.